# Yamoussoukro
Yamoussoukro là thủ đô của Bờ Biển Ngà. Thành phố này có 200.659 dân vào thời điểm năm 2005, cách Abidjan 240 km về phía bắc. Tổng diện tích là 3.500 km². Tổng thống Houphouët-Boigny đã tuyên bố Yamoussoukro làm thủ đô quốc gia này năm 1983. Thành phố đã nhanh chóng phát triển hạ tầng và tiện ích công cộng. Do nền kinh tế Bờ Biển Ngà giảm sút kể từ đầu thập niên 1980, công cuộc xây dựng thành phố này để làm thủ đô bị trì hoãn và hiện vẫn chưa hoàn thiện để chuyển chính phủ đến. Abidjan vẫn là nơi đóng các cơ quan chính quyền.